# Lefkandi

Ubicación de Lefkandi.

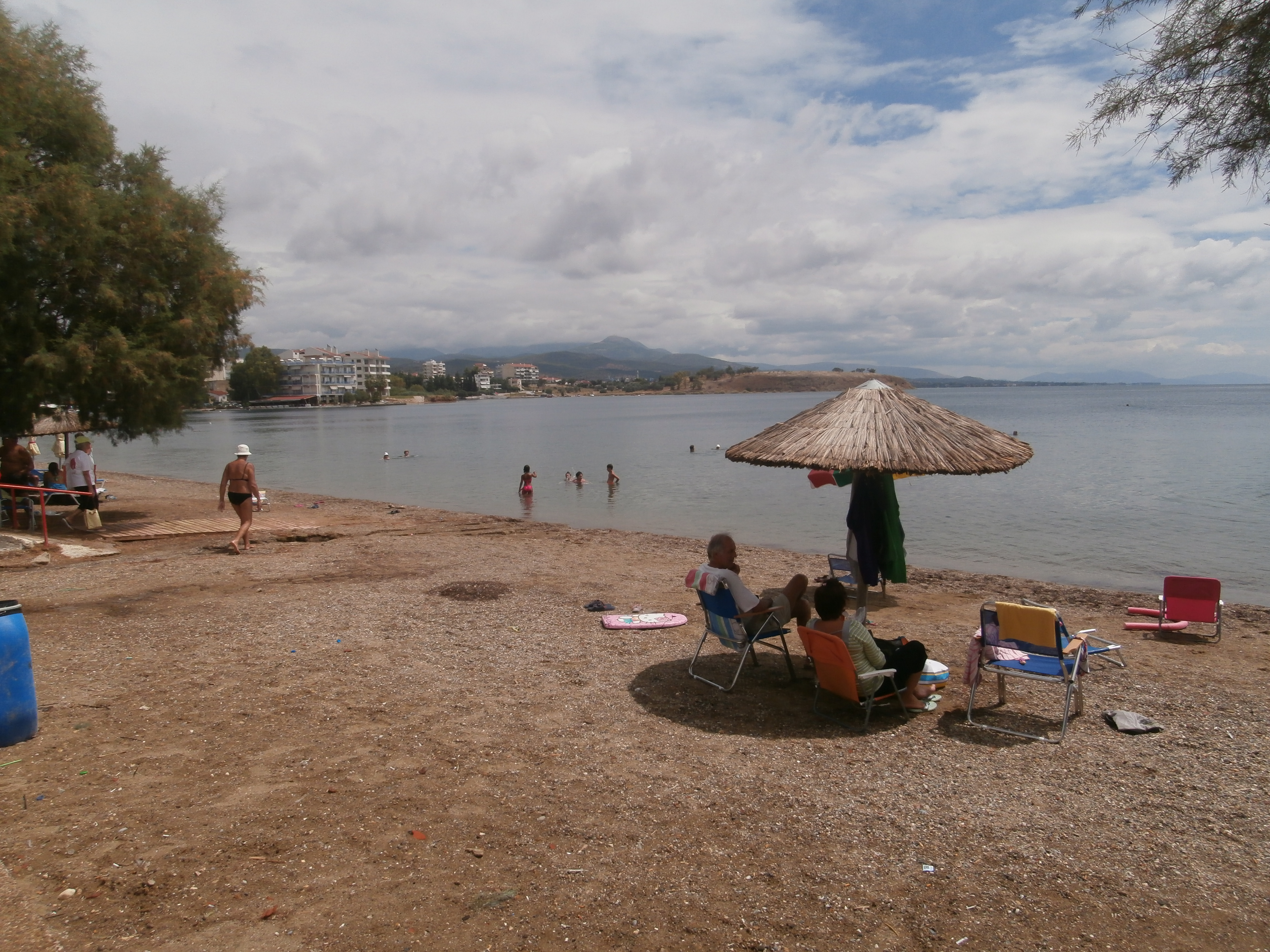
Playa de Lefkandi.

Lefkandi es un pueblo y sitio arqueológico situado en la desembocadura del río Lelas, en la isla de Eubea, en Grecia. Fue poblado desde la Edad de Bronce y, junto con otras localidades de Eubea, mantuvo intercambios comerciales con diversos lugares del Egeo, del Mediterráneo Central y de Oriente Próximo. Fue destruido en fecha difícil de determinar, probablemente durante una guerra entre las ciudades de Calcis y Eretria denominada guerra Lelantina.
Los excavadores han sugerido que el sitio podría identificarse con la Antigua Eretria. Otros académicos han identificado Lefkandi como el sitio de la antigua ciudad de Argura.

## Arqueología
La excavación arqueológica del yacimiento de Lefkandi se lleva a cabo bajo la dirección de la Escuela Británica en Atenas y está en curso desde 2007. Hubo campañas anteriores en 1964-1968 y en 1981-1984.
Sus hallazgos demuestran que el área estuvo habitada desde la Edad del Bronce Antigua y continuó durante toda la Edad del Bronce, pero su mayor florecimiento se produjo durante la llamada Edad Oscura. Al final de esta época, en torno al año 800 a. C., los cementerios del área dejaron de ser utilizados y el asentamiento se abandonó hacia el año 700 a. C., quizá como consecuencia de la guerra Lelantina.
Los cementerios conocidos cubren solo una parte de los períodos atestiguados en el asentamiento, que datan desde el período Submicénico hasta el Subgeométrico (c. 1050-800 a. C., la " Edad Oscura griega ").
El hallazgo más destacado tuvo lugar en 1980 en la llamada colina de la Toumba y fue un complejo funerario que se ha denominado heroon de unos 45 metros de largo, 10 de ancho y 1,5 de altura realizado con adobe sobre un zócalo de piedra. El edificio tiene planta absidal, está subdividido interiormente y está rodeado por un pórtico exterior de troncos de madera. 
En el centro fueron hallados dos sepulcros; uno de ellas estaba ocupado por un ánfora chipriota cerrada por un cuenco, ambos realizados en bronce, que contenía las cenizas, envueltas en un paño, de un supuesto príncipe que algunos investigadores han denominado héroe de Lefkandi y otros príncipe de Lefkandi. Una espada de hierro, una navaja, una piedra de afilar y una punta de lanza se encontraban junto a ellas. A su lado se encontraba un esqueleto de una mujer, que tenía un anillo de electro, joyas de oro y prendedores de hierro y bronce. El otro sepulcro contenía los esqueletos de cuatro caballos. Sobre las tumbas había una gran crátera.
Varios de los objetos fueron importados de Egipto, Chipre y Oriente Próximo. La cerámica encontrada se ha fechado entre los años 1000 y 950 a. C.
Existen discrepancias entre los investigadores acerca de si el enterramiento fue hecho antes que el edificio o si, en cambio, el edificio había sido construido con anterioridad. Todo ello fue rellenado para formar un gran túmulo.
En torno a este túmulo monumental se formó un gran cementerio, que se conocía ya desde las excavaciones de la década de los años 60. Muchas de las tumbas de este cementerio contenían joyas y otros objetos de notable riqueza. Una de las figuras más destacadas encontrada fue una figura de arcilla que fue hallada partida en dos enterramientos y que representa un centauro.

## Interpretaciones

### Contexto histórico

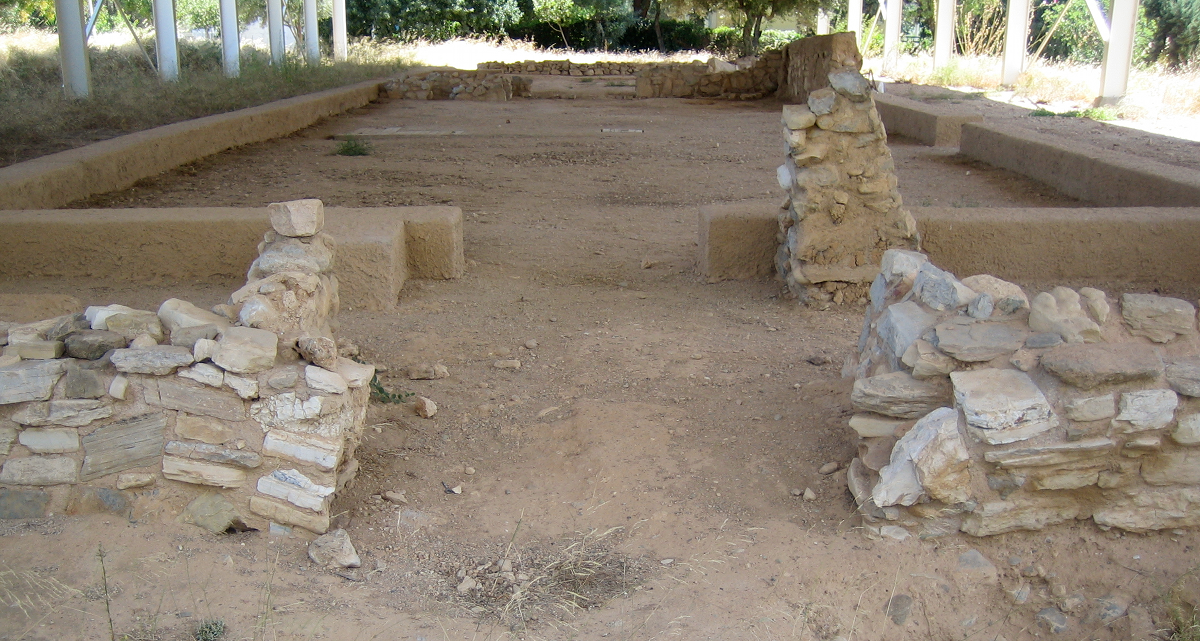
Heroon de Lefkandi visto desde la entrada principal.

Por su suntuosidad y tamaño, el túmulo del héroe de Lefkandi constituye una singularidad que contrasta con todas las demás tumbas del periodo de la Edad Oscura que se han encontrado. Se cree que los habitantes de Lefkandi erigieron la tumba monumental por considerar al hombre allí enterrado como un héroe. Algunos investigadores, en contra de esta hipótesis, argumentan que no hay rastros de culto en torno a la tumba, sino que solo se convirtió en el centro de un gran cementerio.
A causa de todos los objetos encontrados en las tumbas del cementerio de Lefkandi se deduce que la ciudad era la más desarrollada de su entorno, al menos durante los siglos IX y X a. C. Se cree que a partir del año 800 a. C. el cementerio dejó de utilizarse.
En Termo, Etolia, se hallaron en 1992 dos megarones a los que los arqueólogos atribuyen funciones de santuario funerario. El llamado Megaron A, de planta absidal, se cree que se construyó hacia el año 1600 a. C. y que estuvo en uso hasta el siglo X a. C. El Megaron B tiene forma rectangular, pero está rodeado por un pórtico de forma absidal. Por las pruebas de radiocarbono se deduce que fue destruido en el siglo IX a. C. Son los únicos edificios hallados en excavaciones que tienen una cierta similitud con el heroon de Lefkandi, pero sus dimensiones son menores.

### Paralelos con laIlíada
Se ha relacionado el enterramiento del príncipe de Lefkandi con el de Patroclo que fue descrito en la Ilíada. Se trataba de la incineración del cuerpo de Patroclo junto al de varios prisioneros troyanos y animales sacrificados entre los que se encontraban cuatro caballos. Tras la incineración, Aquiles ordenó recoger las cenizas de Patroclo para depositarlas en una urna que sería luego cerrada con una doble capa de grasa y tapada con un lienzo. A continuación, se construyó un túmulo para albergar los restos.

### El centauro de Lefkandi

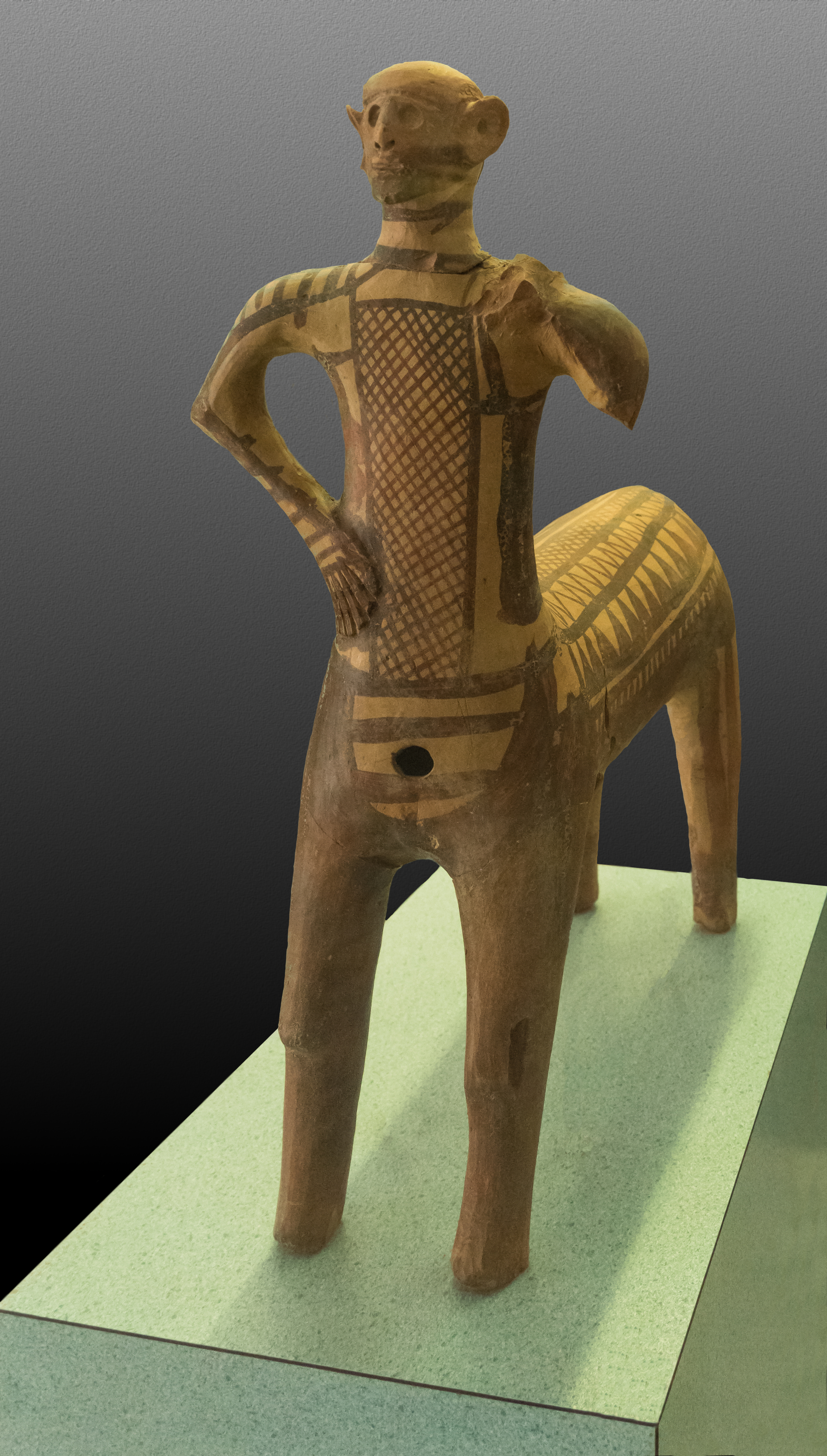
El centauro de Lefkandi, que se encuentra en el Museo Arqueológico de Eretria.

Se ha tratatado de relacionar a la figura de arcilla encontrada que ha sido llamada centauro de Lefkandi con el mítico centauro Quirón, que fue educador de varios héroes. Apolodoro describe una herida de Quirón en la rodilla; una representación de una herida en la rodilla aparece también en el centauro de Lefkandi.